# 迪克·贝里斯特伦
迪克·贝里斯特伦（瑞典語：Dick Bergström，1886年2月15日—1952年8月17日），瑞典前男子帆船运动员。他曾代表瑞典参加1912年夏季奥林匹克运动会帆船比赛，获得12米级银牌。